# Берёзинское болото
Берёзинское болото — осушенное болото низинного типа на западе Молодечненского и севере Воложинского районов Беларуси, в пойме Березины, притока Немана.

## Описание болота
Площадь 9,4 тыс. га. Глубина торфа до 6,2 м, средняя 2,9 м, степень разложения 34 %, зольность 16,3 %. Известны отложения мергеля.

## Работа с болотом
Болото осушено в 1954—1977 гл. образом открытой осушительной сетью. Ведется добыча торфа. На осушенных землях выращивают зерновые и кормовые культуры. Есть песчаные острова и гряды.